# الشيخ طابا
الشيخ طابا هي قرية لبنانية من قرى قضاء عكار في محافظة الشمال. تقع في تجمع للقرى يسمى نجد عكار.أهم عائلاتها ضاهر ، سعد ،الراسي ،جريج ، شلهوب .